# Deux Bassins
Deux Bassins là một đô thị thuộc tỉnh Médéa, Algérie. Dân số thời điểm năm 2002 là 5.019 người.